# Кавача
Кавача (санскр. कवच,  kavaca IAST, «броня») - тип захисного гімну в ритуальної літературі індуїзму. Кавачі були введені в ритуальну практику, щоб зробити її ефективнішою, звільнити практикуючого від перешкод, допомогти йому відчути тотожність з обраним божеством. Це введення спостерігається вже в найдавнішому минулому - певні елементи присутні в деяких гімнах Атхарва-веди.
Самі ранні посилання на використання кавач у ритуальній практиці - це фрагменти в Мрігендра-агами і Каміка-агами, в яких Вішну (Шрікантха - за версією Каміка-агами) наставляє Індру в практиці читання Нрісімха-кавачі (примітно, що Нрісімха, божество цієї Кавачі, не є однією з Дашаватар Вішну ) . Другий за давістю текст - це Субрамунья-кавача-стотра з Кумара-тантри , однією з упа-агам Каміка-агами.
Кавачі, так само як і Аргана-стотри,кілаки,рахасьї та інші належать до допоміжних текстів, потрапляючи в розділ практик Камья (kamya — за бажанням) і  Найміттіка (naymittika — з конкретного приводу). Зазвичай, кавачі використовуються при виникненні будь-яких проблем чи перешкод, що заважають або загрожують життю, садхані чи дхармі.

## Композиція кавач
Переважна більшість кавач мають схожі композиційні особливості, і кожну кавачу можна розділити на кілька частин : 
- Пурва-Бхага [pūrva bhāga] - вступ. У вступі зазвичай перераховуються:

1. Ріші  - ведичний мудрець, який вперше почув конкретну кавачу від божества, читав її і досяг сіддх її рецитацій;
2. Чандас  - розмір, яким написана кавача;

- Девата - божество, до якої звернуто текст кавачі;

1. Кількість повторень кавачі (може знаходитися вУттар-Бхага [завершення]).
2. Ньяса [nyāsa] - розміщення. Іноді ділиться наКара-Ньяса [kara - обкладання] іАнга-Ньяса [anga - тіло, частина тіла]. Під час Ньяси читаються вступні мантри, які співвідносять частини тіла з тим чи іншим аспектом божества кавачі; виконуються в строго визначеній послідовності мудрі, з доторканням рук в мудрах до певних частин тіла, іноді додаються ритуальні поклони. Ця частина може повторюватися 3-5 разів.

- Дхьяна  [dhyāna] - зосередження. Дхьяна-шлоки - ритмічні вірші для поглиблення медитації на точній формі божества кавачі з описом його обличчя, рук, атрибутів. Може ділиться на Саттва-дхьяна, Раджа-дхьяна і Тамас-дхьяна.
- Манаса-Панча-пуджа [manasa pañca pūja] - уявна пуджа (вселенських) п'яти елементів - Землі, Води, Вогню, Повітря і Акаша.
- Сам текст кавачі. У ньому божество призивається через різні імена-епітети, кожне з яких вказує на специфічний аспект або атрибут божества Кавачі. У процесі читання практикуючий повинен підтримувати троїсту тотожність: між божеством і всесвітом; між всесвітом і практикуючим, та між практикуючим і божеством. Кожне з імен-епітетів співвідноситься з певною частиною тіла того, хто її читає:

 uchchhiṣṭaṃ rakṣatu shiraḥ shikhāṃ chaṇḍālinī tataḥ.

sumukhī kavachaṃ rakṣeddevī rakṣatu chakṣuṣī .. 5 ..
Уччхішта нехай захистить мою голову, верхівку - Чандаліні, Прекраснолика Деві бронею нехай захистить очі.
 [Матангі Сумукхі кавача, Рудраямала тантра. Переклад з санскриту Ерченкова О. М.] 

- Після завершення читання основного тексту знову читаються і повторюються Ньяса, Дхьяна і Манаса-Панча-пуджа. Послідовність їх читання визначається самим текстом кавачі.
- Уттар-Бхага [uttara bhāga] - завершення.

## Типи побудови основного тексту
Згідно з агамами, існують два типи побудови основного тексту кавач: 
- Мантра-віграха-кавача[mantra vigraha kavaca]. Кавачі цього типу складені з використанням складів мула-мантри божества, до которм звернена кавача.
- Нама-віграха-кавача [nāma vigraha kavaca]. Цей тип складений з використанням основних імен-епітетів божества: так, наприклад, написання Шанмукха Кавача, в якій використовуються 64 основних імен-епітетів Сканду-Муругана.

Обидва типи кавач також можуть мати свої особливості: 
- Текст може бути побудований відповідно до санскритського або іншимого алфавіту і всі імена починаються послідовно від першої голосної і до останньої приголосної алфавіту. Сюди ж можна віднести і тексти, у яких перші літери шлок починаються згідно з послідовністю алфавіту.
- Всі імена-епітети божества, до якого звернена Кавача, починаються з якою-небудь однієї літери

В основному ж, тексти не дотримуються цих умов і імена-епітети йдуть без будь-якої граматичної послідовності.